# Viva (magazine américain)
Viva, sous-titre « The International Magazine For Women » (« Le magazine féminin international ») est un magazine féminin américain érotique publié de 1973  à 1980 par Bob Guccione, éditeur du magazine érotique masculin Penthouse, et son épouse Kathy Keeton (en). 